# Рябиновка (Багратіоновський район)
Рябиновка (рос. Рябиновка) — селище Багратіоновського району, Калінінградської області Росії. Входить до складу Гвардійського сільського поселення.
Населення — 357 осіб (2015 рік).